# Distillerie de l'Etoile (Villers)
Distillerie de l’Etoile gesticht in 1834, ook gekend als Villers, was een stokerij gelegen in het Belgische Hasselt aan de Guffenslaan.

## Geschiedenis

### Louis Vanvinckenroy
Distillerie de l’Etoile werd opgericht in 1834 door Louis Vanvinckenroy als landbouwstokerij, om jenever te rectificeren en als stallingen voor mestvee. Vanvinckenroy verkocht in 1871 de stokerij aan Florent Villers.

### Florent Villers (1844-1911)

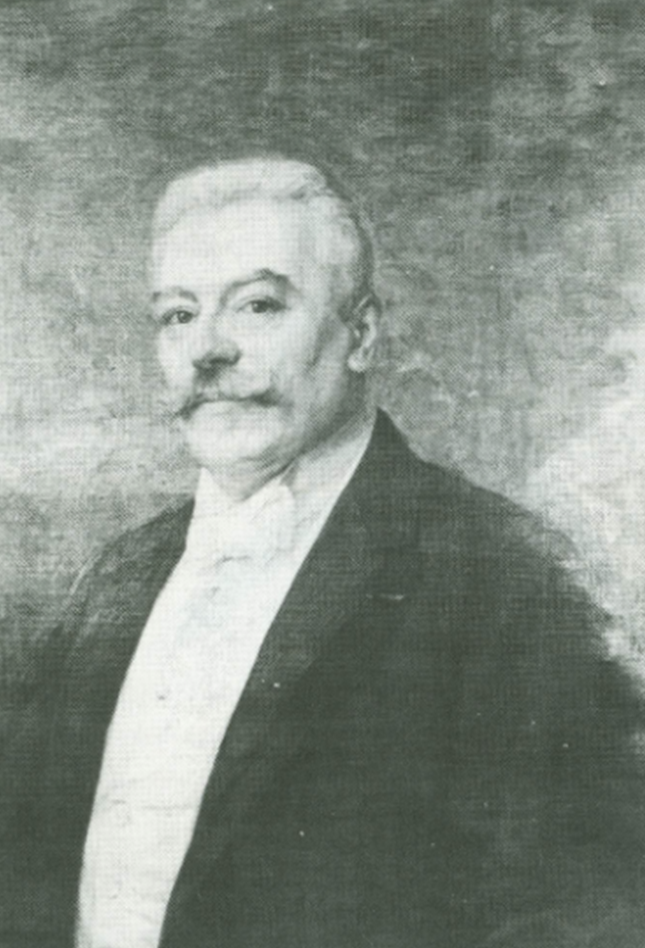
Florent Villers (1844-1911), olieverf op doek

Florent Villers afkomstig uit Sprimont te Luik, vestigde zich in 1868 in Hasselt. In 1872 bezit hij reeds een stokerij met magazijnen. In 1875 kocht Florent Villers de stokerij van Vanvinckenroy voor de som van 65 000 Belgische frank.
Florent Villers had evenveel belangstelling voor de jeneverindustrie als voor het vetmesten van vee, zoals alle stokers uit die tijd. 1878 was Florent Villers met zijn stokerij vertegenwoordigt op de Exposition Universelle de Paris en in diezelfde periode deed hij een aanvraag voor het plaatsen van een stoommachine van 30pk. In 1880 nam Florent Villers deel aan de Exposition Nationale de Bruxelles, waar hij een gedenkpenning ontving. Daarnaast won Villers met zijn veefokkerij nog twee erepenningen, op 20 april 1904 en 22 augustus 1906, ter verbetering van het runderras in België. In 1894 deponeerde hij het merk met zes punten, een verwijzing naar het symbool van de rederijkerskamer 'De Roode Roos'.
Florent Villers was een kapitaalkrachtige handelaar met een breed netwerk en ook belangen in andere Hasseltse ondernemingen.
Zo onderhield hij samen met Dr. Willems een correspondentie met de grote Franse scheikundige bioloog, Louis Pasteur. Die brieven werden kort voor de dood van Florent Villers toevertrouwd aan een vriend van hem en werden nooit teruggeven aan de familie Villers.
Florent Villers was ook een van de initiatiefnemers van de bank 'Crédit commercial et agricole limbourgeoise'., die in 1890 overging tot de oprichting van een nieuwe N.V., een porseleinfabriek onder de naam 'Manufactures de porcelaine du Limbourg. Van de duizenden aandelen waren er 110 in handen van Florent Villers en hij werd tot voorzitter en afgevaardigde beheerder verkozen. Na het faillissement van deze onderneming werd er in 1895 een nieuwe opgericht, de  Manufacture de Céramiques Décoratives de Hasselt, waar Florent Villers een belangrijke geldschieter van was. Opvallend is dat een deel van de productie van deze fabriek rechtstreeks in verband stond met de stokerijen: er werden onder meer stopen in keramiek geproduceerd.
In 1903 werd Florent Villers wordt directeur van de Manufacture de Céramiques Décoratives de Hasselt en voorzitter van de Raad van Bestuur (tot 1911).
Bij zijn overlijden, was Florent Villers voorzitter van de Provinciale Landbouwcommissie van Limburg. Ook was hij voorzitter van de Limburgse Handelskamer die door hem werd opgericht in 1905. Daarnaast was hij ook voorzitter van de Taxandria Societeit (Paardenkweek) en van Limburgia (veeras), de Landbouwcommissie van Hasselt, wat waarschijnlijk de binding tussen de industrie en de landbouw door de stokerijen van die tijd belicht.

### Fernand Villers (1879-1919)

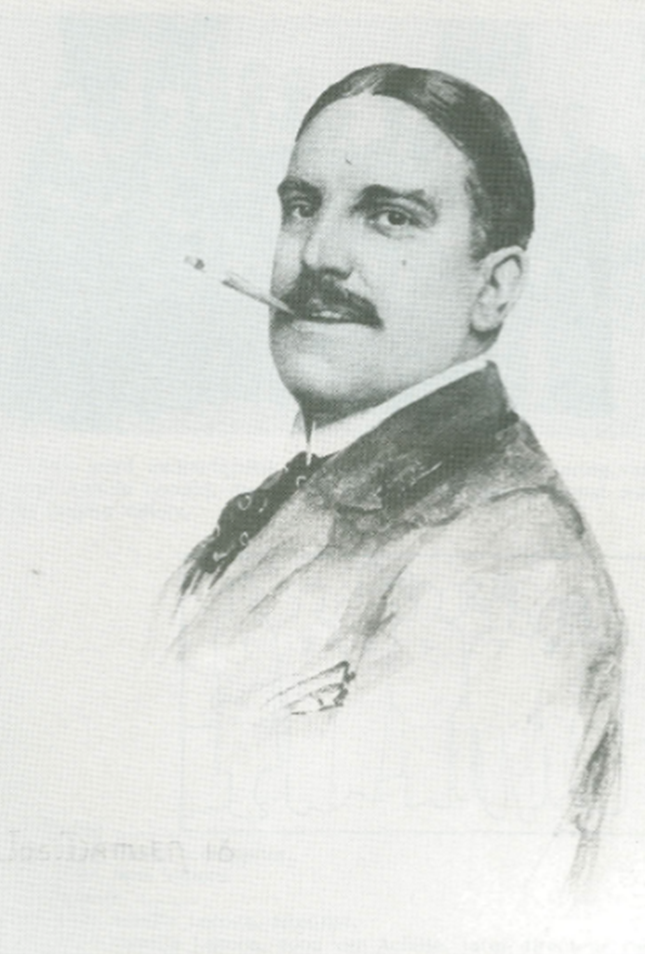
Fernand Villers (1879-1919), aquarel door Jos, Damien, 1916

Op 1 februari 1908, nam Fernand Villers, zoon van Florent Villers, de landbouwstokerij over. Hij hield zich bezig met de likeurproductie en met het rectificeren van jenever. Op het moment dat Fernand Villers de zaak overnam van zijn vader, was er geen veekweek of alcoholfabricatie meer. Fernand Villers verzorgde alleen nog het stoken van jenevers en er werd met de likeurfabricatie gestart. 
Ten opzichte van Florent Villers, had de onderneming van Fernand Villers een groter rendement en groter succes. Op een teruggevonden inventaris uit 1908 werden 1704 vaten opgegeven: 597 van minder dan 100 liter, 1074 vaten van 100 tot 400 liter en 33 van meer dan 400 liter.
In augustus 1914 viel alles stil vanwege de Eerste Wereldoorlog die een einde maakte aan de voorspoed. Al het koper werd tijdens de bezetting opgeëist door de Duitsers. In augustus werd Fernand Villers als “Garde Civique“ meegevoerd naar Duitsland. Deze gevangenschap duurde enkele maanden in zeer moeilijke omstandigheden, en had zware gevolgen voor zijn gezondheid. Fernand Villers overleed op 7 december 1919 op veertigjarige leeftijd, ten gevolge van zijn krijgsgevangenschap.
Hij was net zoals zijn vader voorzitter van de Limburgse Handelskamer.

### Interbellum
De stokerij werd met diverse problemen geconfronteerd. Het eerste probleem was of er wel of niet geïnvesteerd moest worden in een nieuwe rectificatie-installatie, ter vervanging van het door de Duitsers aangeslagen materiaal. Een ander probleem was de vraag of er gelijktijdig een nieuwe commerciële weg ingeslagen moest worden naar de kleinhandel. 
Bij gebrek aan investeringsmogelijkheden en gebruikmakend van hun goede en oude faam gingen ze naar de kleinhandel, zonder een echte commerciële organisatie en zonder publicitaire steun. De resultaten van deze omschakeling van stokerij naar likeurfabriek waren matig en werden bovendien tegengewerkt door de komst van de Wet Vandervelde in 1919. 
In 1930, tien jaar na het overlijden van Fernand Villers, was het bedrijf op alle vlakken marginaal geworden.

### Jean Villers (1906-)
Na het overlijden van Fernand Villers zette zijn zoon Jean Villers het bedrijf verder. Op initiatief van Jean Villers  werden er twee initiatieven genomen tussen 1930 en 1935.
Het eerste initiatief was het exporteren naar Belgisch Congo. Er kon vastgesteld worden hoe belangrijk de accijnsrechten waren die weg vielen bij export. De fles, de stop, de capsule en het etiket kostten in die tijd meer dan hetgeen in de fles zat. Na enkele proefondernemingen viel dit initiatief weg omwille van de hoge transportkosten en de ongelofelijke administratieve beslommeringen.

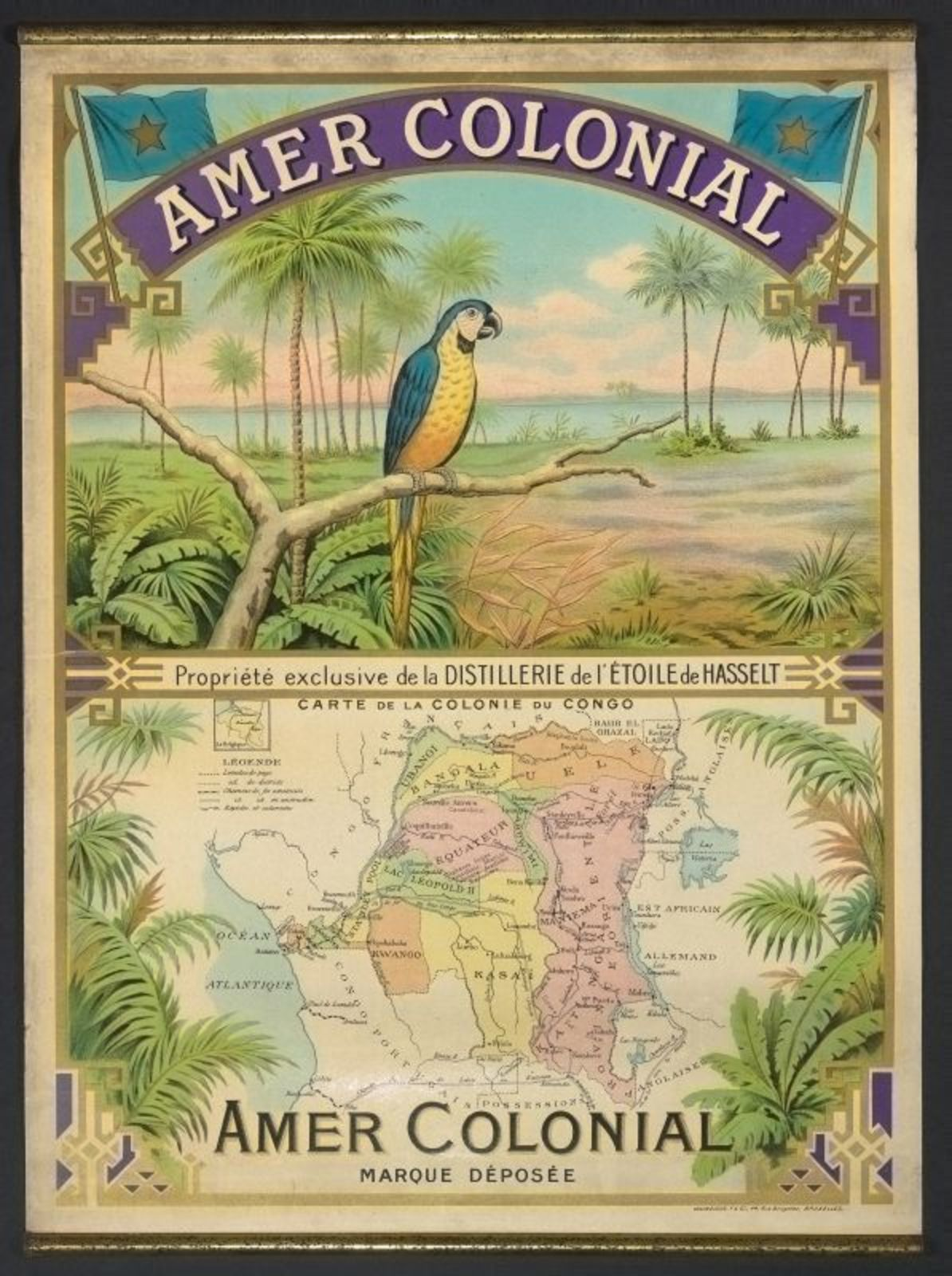
Interieuraffiche 'Amer Colonial' voor stokerij Villers te Hasselt, 1910

Een tweede initiatief was whisky met spuitwater in vierde liters af te vullen. Deze whisky kon overal verkocht worden omdat het alcoholgehalte lager was dan 18%. Bij de start kende dit initiatief een bliksemsnelle opgang. Helaas was dit slechts van korte duur, want de administratie greep onmiddellijk in en wijzigde de wettekst in die zin dat in de drankgelegenheden alleen nog producten op basis van wijn nog aan zo’n hoge graad mochten verkocht worden.
Er waren ook al weinig loyale praktijken binnen de beroepssector. Zo werd bij het bereiden van de likeuren ook sluikalcohol gebruikt die aangekocht werd of zelf gemaakt werd bij het afstoken van hooggradige wijn in Griekenland.
In 1933 deponeert Jean Villers samen met zijn moeder Louise Baar hij de etiketten Elixir Langeman (Hasselt nr 541, 05-07-1933), Extra Spécial, Excelsior Triple Sec, Bitter 1930 en Beste Oude Kô (Hasselt nrs 544 tot 547, 07-07-1933) onder de naam “Louise Baar, veuve Fernand Villers et Jean Villers, avocat, faisant le commerce sous la dénomination Distillerie de l’Étoile de Hasselt”. In 1938 verklaart mevrouw Wwe Fernand Villers-Baar dat zij een likeurfabriek exploiteert in de Welvaartstraat 2, 4 en 10
Na de mislukte pogingen om het bedrijf rendabel te krijgen, beslisten Jean Villers en Weduwe Fernard Villers-Baar om de meer dan honderdjarige “Distillerie de l’Etoile” over te laten. Ze verkochten in 1939 het bedrijf aan Jacques Neefs in Antwerpen.

## Het gebouw
De stokerij bevond zich op de Guffenslaan tegenover de rijkswachtkazerne, in het westelijke deel van de grond tussen het huis van notaris Gruyters (nu Gilissen) en de hoek van de Toekomststraat (nu Welvaartstraat). Nu staat de nieuwbouw van “AG” op de grondvesten van de vroegere stokerij gebouwd.
De mouterij bevond zich aan de andere kant van de huidige Welvaartstraat, wat in die tijd nog Oude Luikerbaan was. De grote stallen gaven onderdak aan meer dan tweehonderd ossen. Die ossen werden vetgemest met de draf afkomstig van het uitgestookte graan.
Het gebouw had verschillende stallen. De eerste stal was te vinden aan de Luikersteenweg en de tweede stal aan de Guffenslaan. Een “afzonderingsstal” was te vinden aan de Begijnenpoel – Stadsomvaart, vlak bij het huidige Virga Jesse Ziekenhuis. In de afzonderingsstal werd het vee, dat meestal uit Argentinië kwam, bij aankomst in quarantaine geplaatst.